# Barbula jacutica
Barbula jacutica là một loài rêu trong họ Pottiaceae. Loài này được Ignatova mô tả khoa học đầu tiên năm 2001.